# Ambrosius Bruns
Ambrosius Bruns OSB (* 5. Mai 1678 in Borcholz; † 21. August 1730 im Kloster Grafschaft) war vom 17. November 1727 bis 21. August 1730 Abt des Benediktinerklosters Grafschaft.

## Leben
Bruns trat 1698 ins Kloster ein und legte 1699 die Profess ab. Im Jahr 1701 wurde er zum Subdiakon, 1704 zum Diakon und im selben Jahr zum Priester geweiht. Seit 1710 war Bruns Verwalter der dem Kloster gehörenden Eisenwerke, ehe er 1711 Küchenmeister und 1714 Cellarius wurde. Im Jahr 1717 wurde er Beichtvater für die Nonnen im Kloster Brenkhausen. Im Jahr 1719 kehrte er als Prior nach Kloster Grafschaft zurück. Ein Jahr später übernahm er dann die Pfarrerstelle in Schmallenberg. Im Jahr 1723 wählte ihn der Konvent zum Abt. In die Amtszeit Bruns fielen der Beginn des völligen Neubaues des Klosters und der Klosterkirche im barocken Stil. Er wurde im Chor der Klosterkirche begraben.